# Museo Nacional de la Cerámica Duca di Martina
El Museo Nacional de la Cerámica Duca di Martina (en italiano: Museo nazionale della ceramica Duca di Martina) es un museo de Nápoles, Italia, dedicado a las artes decorativas. Está ubicado en la Villa Floridiana, en el barrio de Vomero.

## Historia

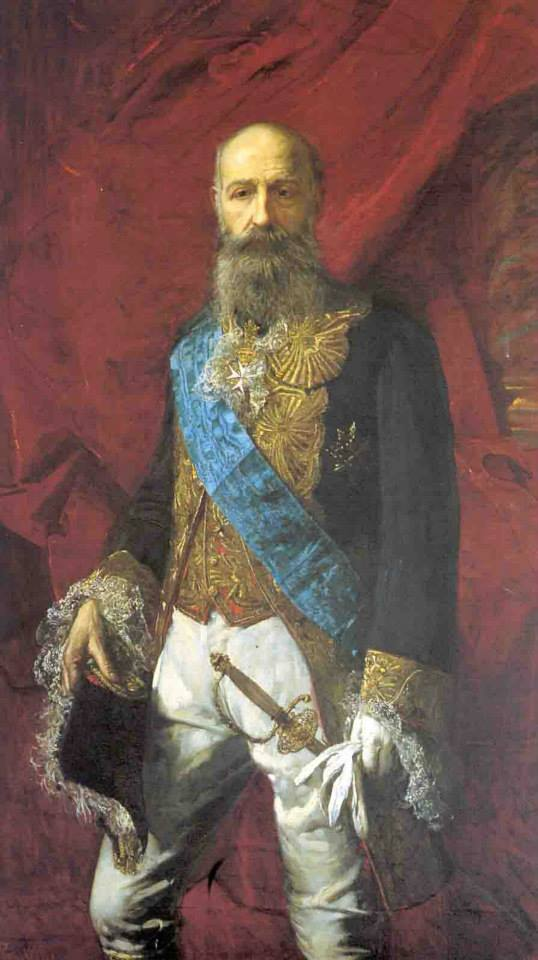
Placido de Sangro, Duque de Martina.

La rica colección de objetos (vidrios, cueros, corales, marfiles y sobre todo cerámicas y mayólicas) fue recopilada en la segunda mitad del siglo XIX por Placido de Sangro, duque de Martina, en las principales capitales europeas. En 1911 fue donada a la ciudad de Nápoles por su nieto, Placido de Sangro, conde dei Marsi. La colección refleja el clima de entusiasmo y de renovado interés en las artes aplicadas que se difundió en Europa en esa época.
En 1978, la colección se amplió gracias a un legado de Riccardo de Sangro, heredero del duque de Martina, que aportó 580 objetos (cerámicas, mayólicas y muebles) procedentes de la colección original de Placido de Sangro. En fecha más reciente se enriqueció con la donación del arquitecto Bruno De Felice y de su mujer Eirene Sbrizolo.
En la actualidad, el museo alberga una de las principales colecciones italianas de artes decorativas, incluyendo más de seis mil obras de manufactura occidental y oriental, que datan del XII al XIX siglos.

## Las colecciones

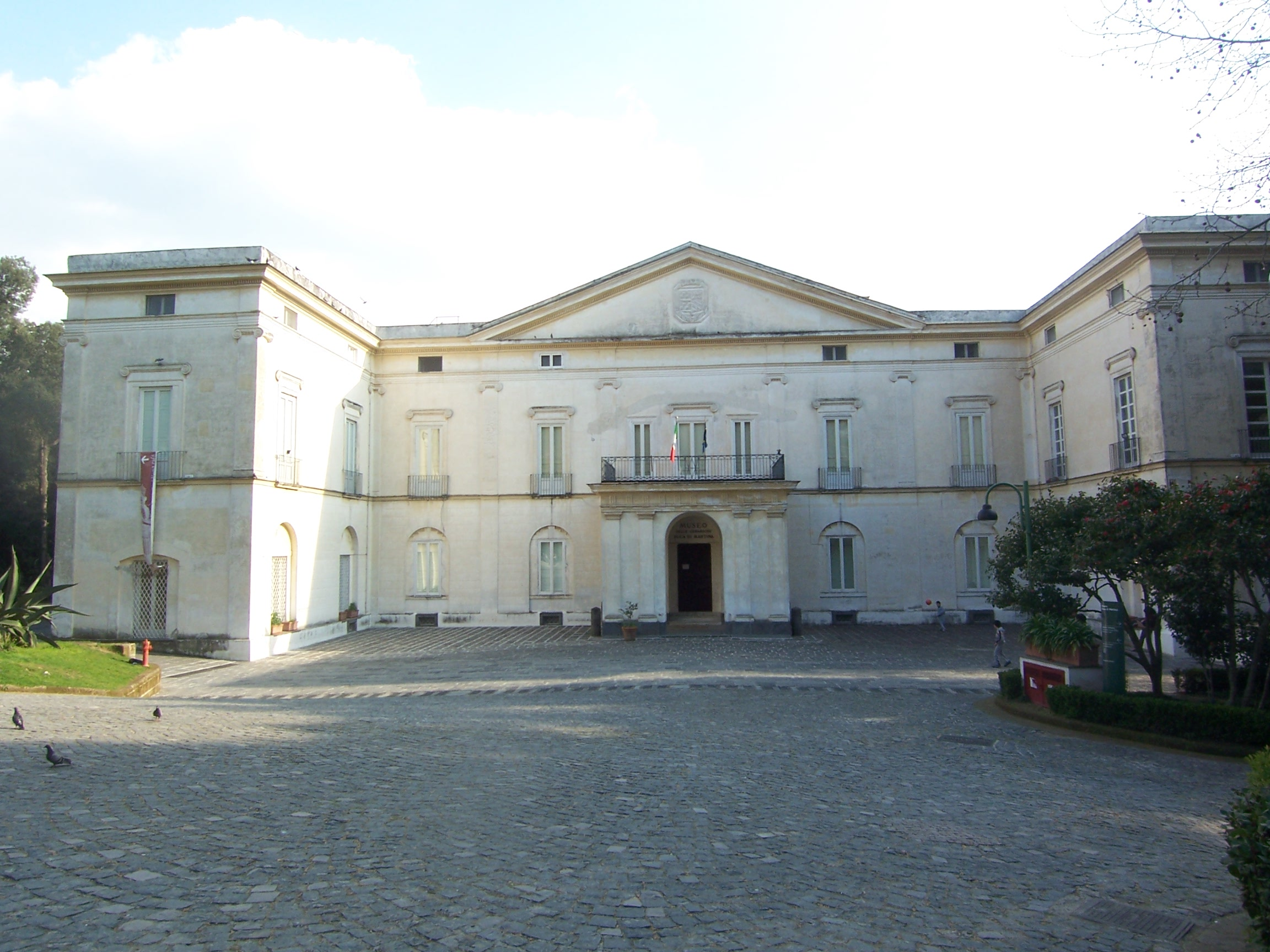
Fachada anterior.

En el vestíbulo se encuentran los retratos del rey Fernando IV de Nápoles y de su esposa morganática Lucia Migliaccio, a la que perteneció la Villa Floridiana. La escalera lateral lleva a la primera y a la segunda planta de la Villa.
El museo se desarrolla sobre tres pisos: planta baja, sótano y primera planta.

### Planta baja
La planta baja alberga objetos de porcelana y bocetos de pintores napolitanos de los siglos XVII y XVIII. En la antesala hay un retrato del duque de Martina, obra de Salvatore Postiglione. Esta parte del museo se caracteriza por pinturas y objetos de marfil, esmaltes, tortuga, coral y bronce de la época medieval y renacentista, además de mayólicas renacentistas y barrocas, vidrios y cristales de los siglos XV-XVIII, muebles, cofrecillos y objetos de arte.

### Sótano

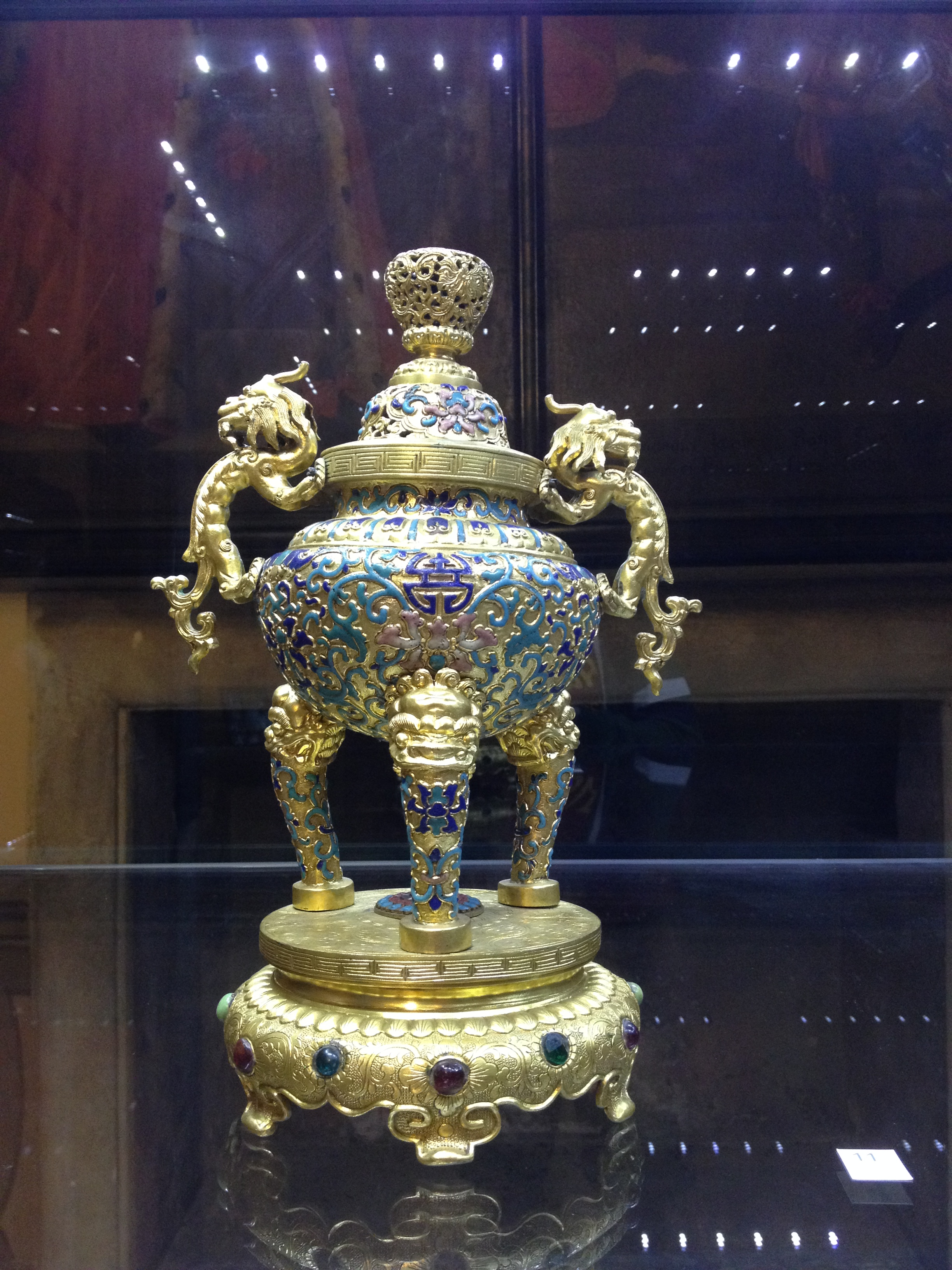
Quemaperfume, manufactura china.

El sótano acoge la colección de mayólicas. Incluye mayólicas renacentistas de Deruta, Gubbio, Faenza, Palermo y mayólicas del siglo XVII procedentes de Castelli, en los Abruzos. En la misma planta están expuestos vidrios venecianos y esmaltes lemosinos de los siglos XV y XVI, cueros, cofrecillos, cajas de tabaco, corales.
La colección más notable es la de arte oriental, formada por 1200 porcelanas, bronces, jades y esmaltes, una de las más importantes en Italia. Ésta comprende, en particular, porcelanas chinas de época Ming (1368-1644) y Qing (1644-1911), y japonesas Kakiemon e Imari.

### Primera planta
La primera planta es enteramente dedicada a las porcelanas europeas, como las piezas de la manufactura de Meissen, de Capodimonte y del marqués Carlo Ginori en Doccia, además de las porcelanas francesas de Chantilly, Rouen, Saint-Cloud, Mennecy, y una colección de Sèvres.